# Berryville (Arkansas)
Berryville è una località degli Stati Uniti d'America, capoluogo assieme a Eureka Springs della contea di Carroll, nello Stato dell'Arkansas.